# Trichocera antennata
Trichocera antennata är en tvåvingeart som beskrevs av Jaroslav Stary 1999. Trichocera antennata ingår i släktet Trichocera och familjen vintermyggor.
Artens utbredningsområde är Tjeckien. Inga underarter finns listade i Catalogue of Life.